# Hubová
Hubová – wieś i gmina (obec) w powiecie Rużomberk, kraju żylińskim, w północnej Słowacji. Pierwsza pisemna wzmianka o wsi pochodzi z roku 1425.